# Municipio de Salem (condado de Wayne)
El municipio de Salem (en inglés: Salem Township) es un municipio ubicado en el condado de Wayne en el estado estadounidense de Pensilvania. En el año 2000 tenía una población de 3,664 habitantes y una densidad poblacional de 45 personas por km².

## Geografía
El municipio de Salem se encuentra ubicado en las coordenadas 41°25′00″N 75°24′59″O / 41.41667, -75.41639.

## Demografía
Según la Oficina del Censo en 2000 los ingresos medios por hogar en la localidad eran de $36,215 y los ingresos medios por familia eran $40,602. Los hombres tenían unos ingresos medios de $32,450 frente a los $19,648 para las mujeres. La renta per cápita para la localidad era de $16,947. Alrededor del 12,3% de la población estaban por debajo del umbral de pobreza.